# Barzani (tribu)
Pour les articles homonymes, voir Barzani.
La tribu Barzani (kurde : Eşîra Barzanî) est un terme désignant à la fois la tribu kurde des Barzani et la confédération de diverses tribus voisines habitant Barzan dans la région du Kurdistan irakien. La tribu Barzan est principalement Naqshbandi et est l'une des plus influentes du Kurdistan. En outre, la tribu se serait prétendument convertie à l'islam et inclurait des membres juifs. Outre la tribu Barzani, la confédération Barzani comprend les tribus Sherwani, Herki bneji, Muzuri, Beroji, Nizari, Dolomari et Gerdi. Pendant le génocide kurde, environ 8000 membres de la tribu ont été massacrés.

## Persécution par le gouvernement barzani
Le 10 juin 1932, l'armée irakienne 'avance vers les irakiennes pour se venger de leur insurrection. Quelque 400 familles quittent leurs biens et fuient. Les femmes et les enfants se réfugient en Turquie pendant que 250 hommes restent pour défendre leur territoire. Entre 1932 et 1934, l'armée irakienne ainsi que la Royal Air Force attaquent et détruisent 79 villages dans la région de Barzan. 2382 familles au total ont dû fuir la région. Le 11 novembre 1945, la Royal Air Force bombarde et détruit 35 villages, conduisant à la fuite de plus de 15000 civils vers l'Iran. Le 10 avril 1947, l'armée iranienne attaque les Barzani à l'aide de chars et d'artillerie, conduisant à la fuite d'environ 5000 hommes, femmes et enfants vers le Kurdistan irakien, où ils sont emprisonnés et détenus entre 2 et 12 ans.
En juillet et août 1983, plus de 8000 hommes et garçons de la tribu Barzani, certains âgés d'à peine 13 ans, sont tués par l'Irak baasiste sur ordres du président Saddam Hussein,,,.